# Episodi de Il boomerang magico (seconda stagione)
La seconda stagione della serie televisiva Il boomerang magico è stata trasmessa in anteprima in Australia dalla ABC nel corso del 1966.
| nº | Titolo originale      | Titolo italiano | Prima TV Australia | Prima TV Italia |
| -- | --------------------- | --------------- | ------------------ | --------------- |
| 1  | Bushranger's Gold     |                 | 1966               |                 |
| 2  | Buried Treasure       |                 | 1966               |                 |
| 3  | Luck of the Game      |                 | 1966               |                 |
| 4  | Boys Camp             |                 | 1966               |                 |
| 5  | Double Trouble        |                 | 1966               |                 |
| 6  | Hollermaker's Bargain |                 | 1966               |                 |